# Raúl Ruiz
Raúl Ruiz (25. července 1941 Puerto Montt – 19. srpna 2011 Paříž) byl chilský režisér. Jeho manželka byla Valeria Sarmiento, také režisérka.

## Život
Po svržení Salvadora Allendeho Ruiz emigroval z Chile a od roku 1973 žil až do své smrti převážně ve Francii. Točil však v mnoha jiných zemích, zejména v Portugalsku, Itálii, ale také v Holandsku anebo v USA. Ruiz byl nesmírně plodný umělec, pokud netočil dlouhometrážní snímky, nebránil se spolupráci s televizí anebo vytvářel osobité experimentální snímky, dokumenty či filmy krátkometrážní. Za 48 let aktivní kariéry natočil 113 filmů, což z něj činí jednoho z nejplodnějších filmařů všech dob.

## Styl
Jeho styl krystalizoval pod vlivem francouzské nové vlny filmařů, nejprve zejména Godarda, posléze Resnaise, jehož dvorní kameraman Sacha Vierny se stal v prvním francouzském období Ruizovým klíčovým spolupracovníkem. Ruizovy filmy obsahovaly od začátku zřetelný prvek surrealismu, především v kompozici scénářů lze shledávat vliv filmů Louise Buñuela.
Ruiz pomocí her s kamerou a narací pomáhal definovat podobu postmoderní kinematografie: v jeho pojetí zahrnuje filmová postmoderna jak prvky surrealismu a divadla, zejména absurdního dramatu, tak tendence k performanci a performativnímu herectví anebo přímo k zániku dramatické postavy (Ruiz často využívá prostupnosti jednotlivých figur, znejišťuje jejich identity nechává jednoho herce hrát vícero charakterů anebo naopak více herců jednu postavu). Ruizovy filmy z 80. let jsou zároveň výrazně polystylové: neváhá používat pokleslé žánry (horor, telenovela), masivně přítomné jsou autocitace, které některé Ruizovy snímky posouvají až ke konceptuálnímu umění. Takto se Ruiz stále vrací k tématu dětského hrdiny a jeho dezintegraci ve světě dospělých, ke hře s časovými osami, v nichž hrdinové bloudí, k motivu mystérií tajných mnišských řádů a k orientálním příběhům připomínajícím sbírku Tisíc a jedna noc. Pravidelným Ruizovým tématem je také pirátství a námořnictví a okolo nich tradované mýty. Znejistění žánrového zařazení Ruizových filmů je provázeno rovněž tendencí některých jeho děl ke quasi-dokumentárnosti. Narativní linka mnohých Ruizových děl je jen obtížně dešifrovatelná, filmy se stávají jakýmisi rébusy, šarádami, kombinatorickou hrou s omezenou zásobárnou motivů.

## Dílo

### první snímky ve Francii
Ruiz proslul koncem 70. let 20. století nejprve mezi intelektuálně naladěnou vrstvou francouzských diváků dvěma spolupracemi s filosofem Pierrem Klossowským. L’Hypothèse du tableu volé (Hypotéza o ukradeném obrazu) (1978) je spíše hraný filmový esej koncipovaný jako odkaz na tradici oživlých obrazů. La Vocation suspendue (Odložené povolání) (1978) je již typický ruizovská mystifikace s vícero rovinami zcizení, v níž se subverzivní myšlení prolíná s úvahami o víře, blasfemii a zachycováním konspirací, jejichž znalost divákovi radikálně proměňuje pohled na zobrazovanou skutečnost.

### osmdesátá léta
Za Ruizova mistrovská osmdesátých let jsou považovány filmy Les trois couronnes du matelot (Tři koruny pro námořníka) (1983) a La ville des pirates (Město pirátů) (1983) točené v portugalské produkci. Tato výrazně barevná a obsahově fantaskní díla jsou filmy uvolněné imaginace, v nichž se mýty mísí se surrealistickou metodou automatického psaní (Ruiz tvořil často scénáře přímo při natáčení). Ruiz zde používá řadu prostředků ozvláštnění filmového jazyka (například tónování obrazu, snímání přes barevné filtry, deformace obrazu apod.), které dále inovativně rozvíjí. V tomto oba filmy mohou upomínat na technologické inovace Orsona Wellese, dramaturgií herectví a stavbou příběhu zase na díla Ruizova o generaci staršího režiséra druhé fáze francouzské nové vlny Jacquese Rivetta.

### pozdější práce a ocenění
Od devadesátých let se Ruiz propracovával k větším produkcím a točil s řadou slavných hereckých jmen (například s Catherine Deneuve anebo s Johnem Malkovichem, jeho estetika zůstává v jádru nezměněna, byť ji uhlazuje do podoby vstřebatelnější řadovým divákem. Z tohoto období byla oceněna zejména adaptace části Proustova Hledání ztraceného času pod názvem Le Temps retrouvé (Čas znovu nalezený) (1999) (nominace na Zlatou palmu v Cannes), film Combat d'amour en songe (Boj lásky ve snu) (2000) (cena ekumenické poroty na Filmovém festivalu v Montrealu) anebo pětihodinová adaptace románu Camila Castela Branca Mistérios de Lisboa (Tajemství Lisabonu) (2010) oceněná Stříbrnou mušlí pro nejlepší režii na Mezinárodním filmovém festivalu v San Sebastiánu.